# تجارة مثلثية

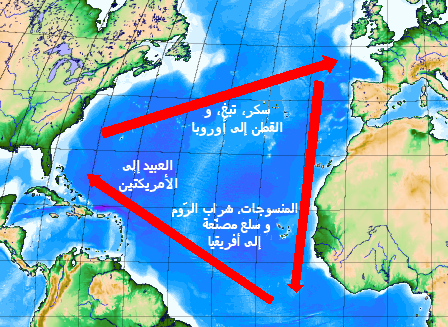
تصوير النموذج الكلاسيكي للتجارة المثلثية

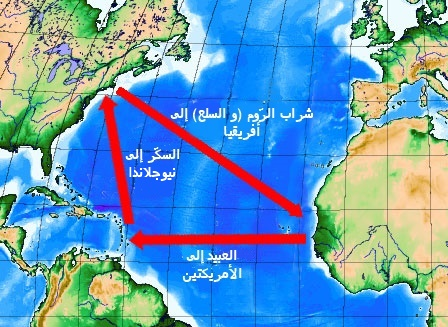
تصوير التجارة المثلثية من العبيد وسكر الروم مع إنجلترا الجديدة بدلاُ من أوروبا الزاوية الثالثة

التجارة الثلاثية أو مثلث التجارة  مصطلح تاريخي يشير إلى التجارة بين ثلاثة منافذ أو مناطق. التجارة المثلثية عادة ما تتطور عندما منطقة لها سلع تصدير التي ليست مطلوبة في المنطقة التي استيراداتها الرئيسية القادمة. التجارة المثلثية  تزوّد بطريقة صحيحة ميزان تجاري بين المناطق أعلاه.
تاريخيا طرق معينة شكّلت أيضا  بالتأثير القوي الرياح والتيارات خلال عصر الشراع. على سبيل المثال، من أُمم التجارة الرئيسية لأوروبا الغربية كان من الأسهل بكثير أن تبحر غربا بعد الذهاب إلى الجنوب من خط عرض 30° شمال و الوصول إلى ما يسمى "الرياح التجارية"؛وبالتالي يصلون إلى البحر الكاريبي بدلا من الذهاب غربا إلى شمال أمريكا. عودت من أمريكا الشمالية، هو أسهل من اتباع تيار الخليج في الاتجاه شمالا باستخدام غربيات. الـمثلث المماثل، لهذا تسمى فولتا دو مار  كان يُستخدم بالفعل من قبل البرتغاليين، قبل رحلة كريستوفر كولومبوس، للإبحار إلى جزر الكناري وجزر الأزور. وسّع كولومبوس ببساطة المثلث إلى الخارج، طريقه أصبح الطريق الرئيسي بالنسبة للأوروبيين للوصول والعودة من الأمريكتين.

## تجارة المثلثية الأطلسية للرقيق
أفضل نظام التجارة المُثلثية  العبودية في الأطلسي، التي تعمل من أواخر 16 إلى أوائل القرن 19، تحمل العبيد، المحاصيل النقدية، والسلع المصنعة بين غرب أفريقيا، مستعمراتالكاريبي أو أمريكا  و السلطات الأوروبية الاستعمارية، مع شمال مستعمرات أمريكا الشمالية البريطانية، وخاصة نيو إنجلاند، يسيطر على دور أوروبا. استخدام العبيد الأفارقة كان أساسي لنمو المحاصيل النقدية الإستعمارية المتزايدة، التي تم تصديرها إلى أوروبا. السلع الأوروبية، في المقابل، كانت تستخدم لشراء العبيد الأفارقة، الذين جلبوا على ممر بحري  من أفريقيا إلى الأمريكتين، ما يسمى الممر الأوسط.

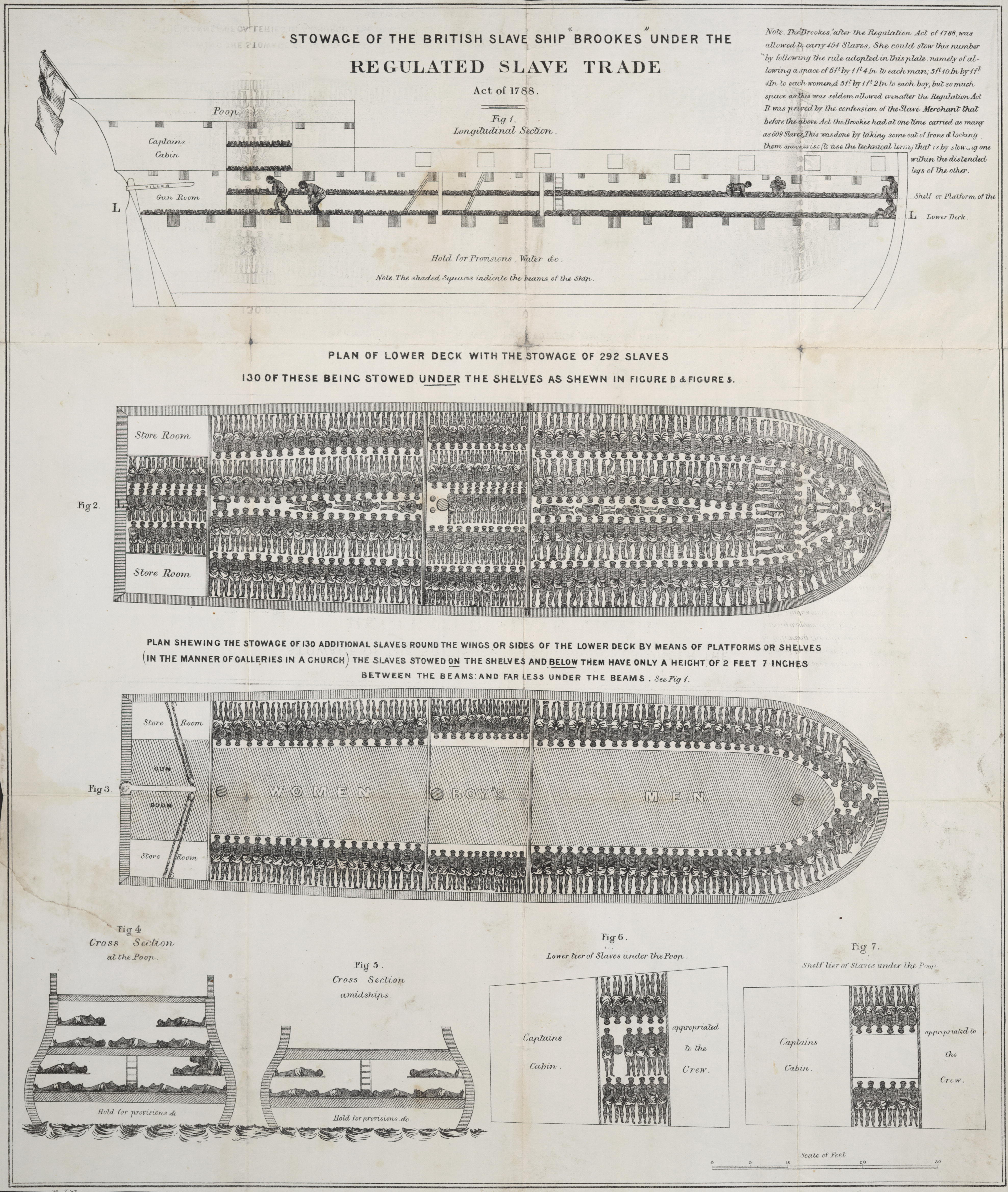
الرسم البياني يوضح مساحة من العبيد الأفارقة على سفينة الرقيق البريطانية.